# Philip van Eberstein
Philip I van Eberstein (?, 1523 – Remlingen, 11 september 1589) was een Duits edelman en militair, die lid was van de keizerlijke raad.
Philip van Eberstein was de oudste zoon van Willem IV van Eberstein (1497-1562) en Johanna van Hanau-Lichtenberg (1507-1572). Hij was Hauptmann en landvoogd van de Elzas en stelde zijn grotendeels Lutherse troepen ter beschikking aan landvoogdes Margaretha van Parma in de Habsburgse Nederlanden. In 1567-68 was hij korte tijd militair gouverneur van Maastricht, waarvoor hij op 5 juli 1567 in de Proosdij van Sint-Servaas de eed aflegde. Zijn Duits-Lutherse troepen waren in Maastricht meer gezien dan hun Spaanse en Italiaanse voorgangers. Toch moest hij zijn troepen wegens financiële problemen op 7 juni 1568 al terugtrekken.
In 1577 werd Philip wegens geestelijke problemen handelingsonbekwaam verklaard, waarna zijn onderbewindstelling volgde.
Philip van Eberstein was sinds 1556 gehuwd met Johanna van Bailleul, Dame de Douxlieu (1525-1565). Het echtpaar had geen nakomelingen. In 1566 huwde hij Catharina van Stolberg-Rochefort, met wie hij een dochter kreeg. Deze Sybille van Eberstein huwde later Jan II van Bronckhorst-Batenburg, graaf van Gronsveld, heer van Rimburg en Alpen.
- Biografisch Portaal: 67798323
- Gemeinsame Normdatei: 1013763432
- Virtual International Authority File: 172794530